# Hiragino

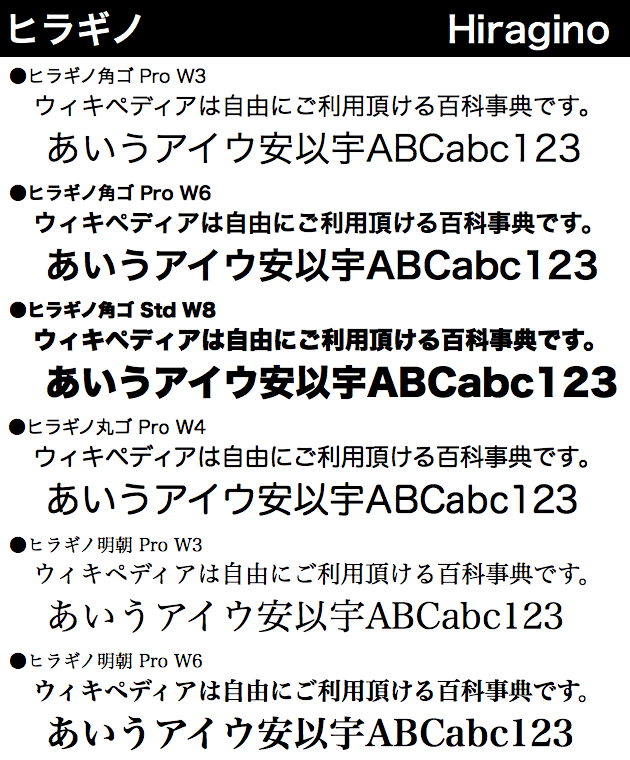
macOS系统中不同字重的Hiragino字体

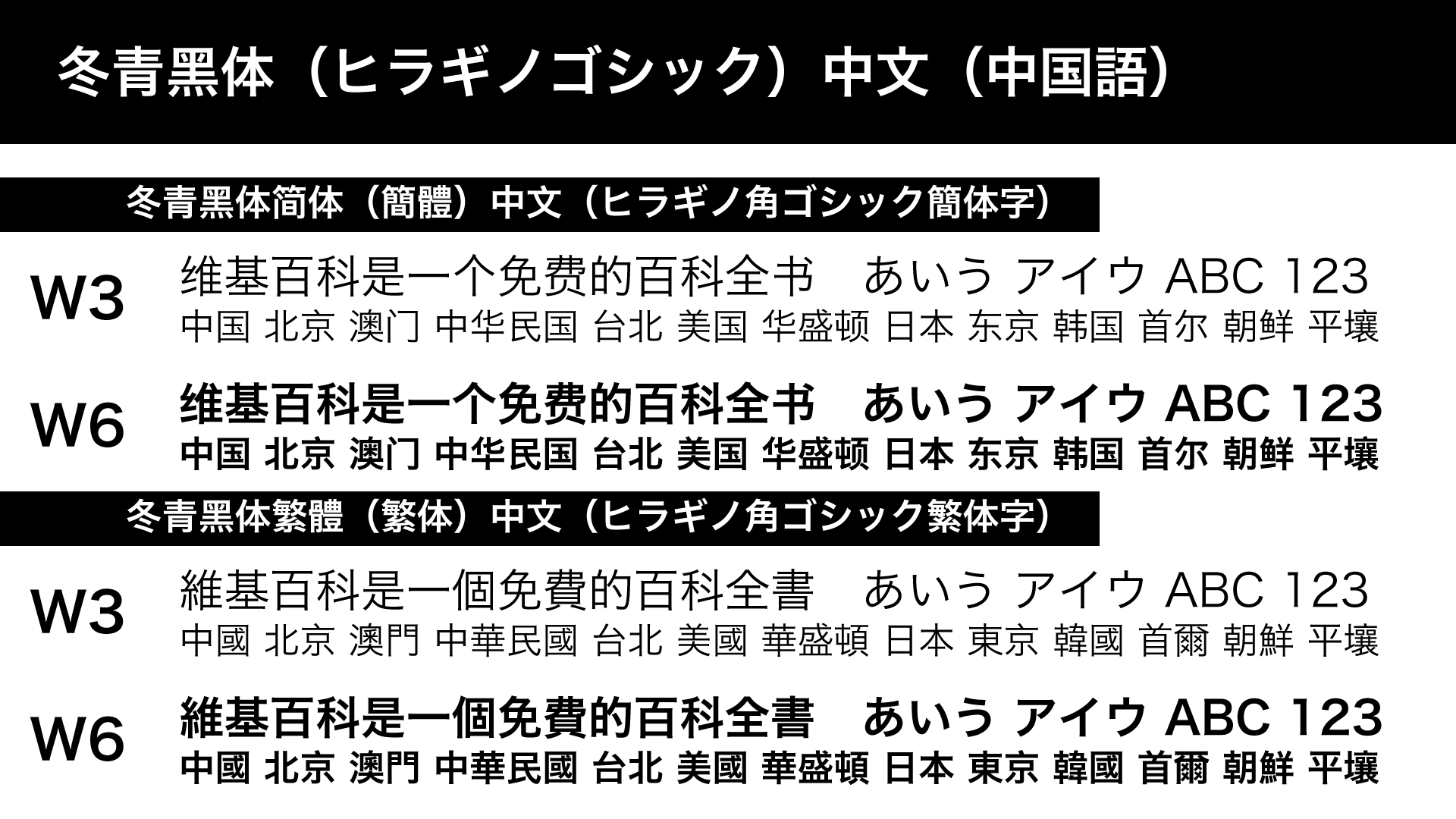
Hiragino 中文

Hiragino（日语： hiragino ?）是字游工房设计的系列字体名称，从1993年开始由大日本網屏製造株式会社（網屏公司，前身為大日本網屏製造）面向专业用户发售。Mac OS X和iOS系统中内置字体之一。这一系列除日文的明朝體（宋体）、KakuGothic（黑体）、MaruGothic（圓體）、行书、假名专用字体等外，还有简体中文、繁體中文版本的冬青黑體。Hiragino的名称源于日本京都府京都市北区的地名／ hiragino。

## 字游工房
字游工房是日本照相排版业一大公司的字体设计师铃木勉、鸟海修和片田启一这三人于1989年在东京设立的公司。铃木勉任社长，但于1998年去世后由鸟海接任。

## Hiragino字体系列
分为Mac OS系统用的CID / OCF、Windows系统用的 TrueType、Windows NT / Mac OS X系统用的OpenType 并分别有不同字体名称。
除TrueType的等宽字体以外其他都是比例字体。

### 日文字体
Hiragino Mincho（ヒラギノ明朝体）
受網屏公司共同开发基本正文字体的委托，字游工房在创立之后出品的第一个字体。于1990年开始设计，1993年发售。设计的初衷是能适合偏重视觉图像的时装杂志广告中的“都市很酷的感觉”。整体由铃木勉监修，假名的设计由鸟海修担任，据说是以富有现代感的平安时代连绵假名手写本为范本制作的。它还被『JIS汉字字典』的词条字体所使用。
- 不同格式下的字体名称（以字重3为例）
  - CID - 
  - OCF - 
  - TrueType - 
  - OpenType -

Hiragino KakuGothic（ヒラギノ角ゴシック体）
该字体开发目的是能与Hiragino明朝体混排，既扩展笔画空间富有现代的一面，又在起笔收笔加粗使假名的大小富有抑扬顿挫的传统风格。1994年发售。设计过程中先用手工草稿，轮廓勾画后最后用Macintosh电脑完成。
从2010年12月开始日本的高速公路指示牌全面采用W5。
- 不同格式下的字体名称（以字重3为例）
  - CID - 
  - OCF - 
  - TrueType - 
  - OpenType -

使用田中馨手写的字体由字游工房监修制作，1996年发售。由于当时很少有能用于标题的粗大的手写体字体，所以先行制作了特粗的W8。田中说开发中最难办的是 JIS X 0208 第2水准中的那些从来没有写过的汉字。
- 不同格式下的字体名称（没有特别注明的情况均以字重4为例）
  - CID - 
  - OCF - 
  - TrueType - 
  - OpenType -

Hiragino MaruGothic（ヒラギノ丸ゴシック体）
2002年发售之前就已经于2001年W4被Mac OS X内置。设计上在Hiragino KakuGothic上加上了圆体字特有的柔和。
- 不同格式下的字体名称（以字重4为例）
  - CID - 
  - OpenType -

#### 主要的假名专用字体
游築
以築地体（东京築地活版制造所的明朝体活字，是日本明朝体活字源流之一）为基础，能与Hiragino Mincho匹配为原则而制作。有用基于标题“36磅活字”的“游築36ポ仮名”和以“五号活字”为基础的“游築五号假名”两种。日文假名的金属活字没有采用字重式设计，各种大小的字体的设计各有不同。字体名称源于字游工房和築地。
Hiragino KakuGothic AD Kana
Hiragino KakuGothic体组合用的专用字体，比标准字体中的假名要大一些，常用于字幕。

### 中文字体[1]
Hiragino Sans GB（冬青黑体简体中文）
这是Hiragino KakuGothic的简体中文版，它也是第一个获得中華人民共和國国家标准GB 18030适合认证的日本字体。开发是和中国的北京汉仪科印信息技术有限公司合作出品的，2008年发布，2009年加入Mac OS X Snow Leopard并在日本发售。
Hiragino Sans TC（冬青黑体繁體中文，macOS隨附字型的名稱為「Hiragino Sans CNS」）
这是Hiragino KakuGothic的繁體中文版。2017年11月21日開始发售。

### 字重
以下为 Hiragino 的字重列表： 
| 字重 | 说明                           |
| ---- | ------------------------------ |
| W1   | Hiragino Kaku Gothic专用。     |
| W2   | 字体散装包专用。               |
| W3   | 比普通字体稍细。简繁体都可用。 |
| W4   | 四种日文字体皆可用。           |
| W5   | 日本高速公路上字形专用。       |
| W6   | 稍粗的字重。可用性同 W3。      |
| W7   | 字体散装包专用。               |
| W8   | 行书、黑体皆可用。             |
| W9   | Hiragino Kaku Gothic专用。     |

## 字数
现在日文字体（OpenType格式）中，Std字体涵盖Adobe-Japan1-3的9354字；Pro字体涵盖Adobe-Japan1-5的20317字，并完全支持JIS X 0213:2000和「表外汉字字体表」中的字形。
中文字体涵盖中国国家标准的28522字，根据Adobe-GB1-4的29064字符制作。

## OS X系统
Mac OS 9系统中需要另行购买以下字体包：
- CID字体Ver.5.0i - CID格式。

Mac OS X中，下述字体是系统内置标准安装的。
Mac OS X 10.5中，为支持JIS X 0213:2004追加了以下字体名称附带“N”字的字体：
Mac OS X 10.6中追加了以下两个中文简体字体：
- 冬青黑体简体中文 W3
- 冬青黑体简体中文 W6

Mac OS X系统默认的日语环境使用的是西文Lucida Grande+假名AquaKana+其余字体Hiragino Kaku Gothic Pro的组合。

## iOS系统
iOS 5及以上版本内置了以下字体：
- Hiragino Kaku Gothic ProN W3
- Hiragino Kaku Gothic ProN W6
- Hiragino Mincho ProN W3
- Hiragino Mincho ProN W6[2][3]

iPad和iOS 4内置了以下字体：
- HiraKakuProN-W3
- HiraKakuProN-W6
- HiraMinProN-W3
- HiraMinProN-W6

苹果公司允许iOS 7应用程序可下载的字体：
- Hiragino Kaku Gothic Pro W3
- Hiragino Kaku Gothic Pro W6
- Hiragino Kaku Gothic Std W8
- Hiragino Kaku Gothic StdN W8
- Hiragino Maru Gothic Pro W4
- Hiragino Maru Gothic ProN W4
- Hiragino Mincho Pro W3
- Hiragino Mincho Pro W6
- Hiragino Sans GB W3
- Hiragino Sans GB W6[3]

## Windows系统
由于没有默认内置，必须购买下述字体包或者使用MORISAWA PASSPORT/ONE。
- TrueType字体Ver.4.1 - TrueType格式。Mincho和KakuGothic各有W1/2/9（但Mincho沒有W1/9）、W3/5/7、W4/6/8三种。之外还有各种字体散装包。Windows 9x Windows NT均可使用。

- OpenType Creative系列Ver.8.0 - OpenType格式。「OT-00」与Mac OS X v10.5中系统字体完全一致。「OT-11」与Mac OS X v10.6内置的简体中文字体一致。Mac OS X也可以使用，也适用于Windows NT中的XP[註 4]、Vista（32/64bit版）、7（32/64bit版）。

- MORISAWA PASSPORT/ONE - OpenType格式。也适用于Mac OS X、Windows XP、XP x64 Edition・Vista（32/64bit版）和7（32/64bit版）。